# Bias (Landes)
Bias ist eine französische Gemeinde mit 787 Einwohnern (Stand 1. Januar 2022) im Département Landes in der Region Nouvelle-Aquitaine (vor 2016: Aquitanien). Sie gehört zum Arrondissement Mont-de-Marsan und zum Kanton Côte d’Argent.
Der Name in der gascognischen Sprache lautet Biars. Über seinem Ursprung gibt es vielfältige Theorien. Die Gemeinde hieß in früheren Zeiten Bias-de-Via, weil die Römerstraße von Bordeaux nach Bayonne in der gallorömischen Zeit hier vorbeilief.
Die Einwohner werden Biassuts genannt.

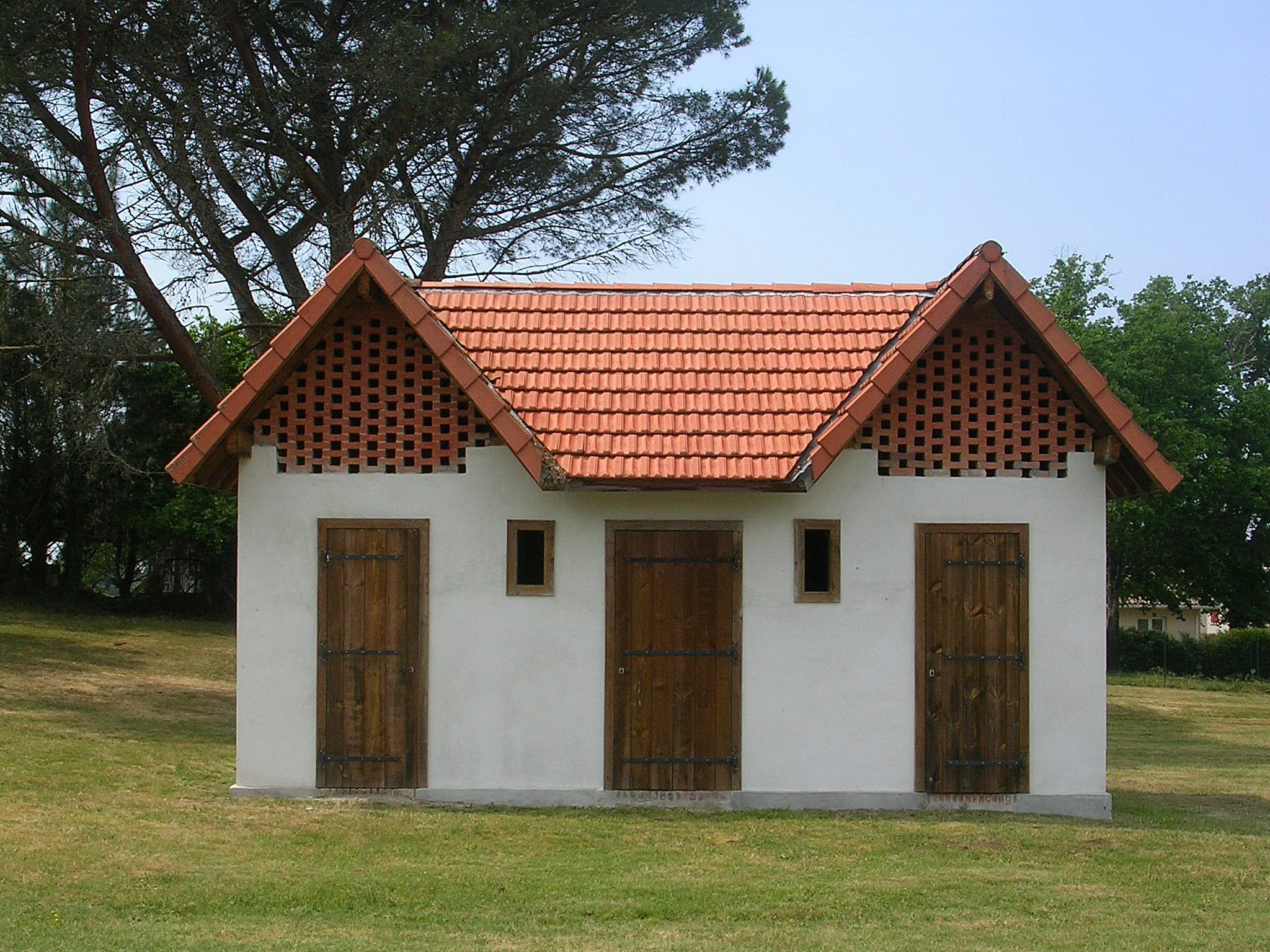
Ehemaliger Backofen und Taubenschlag

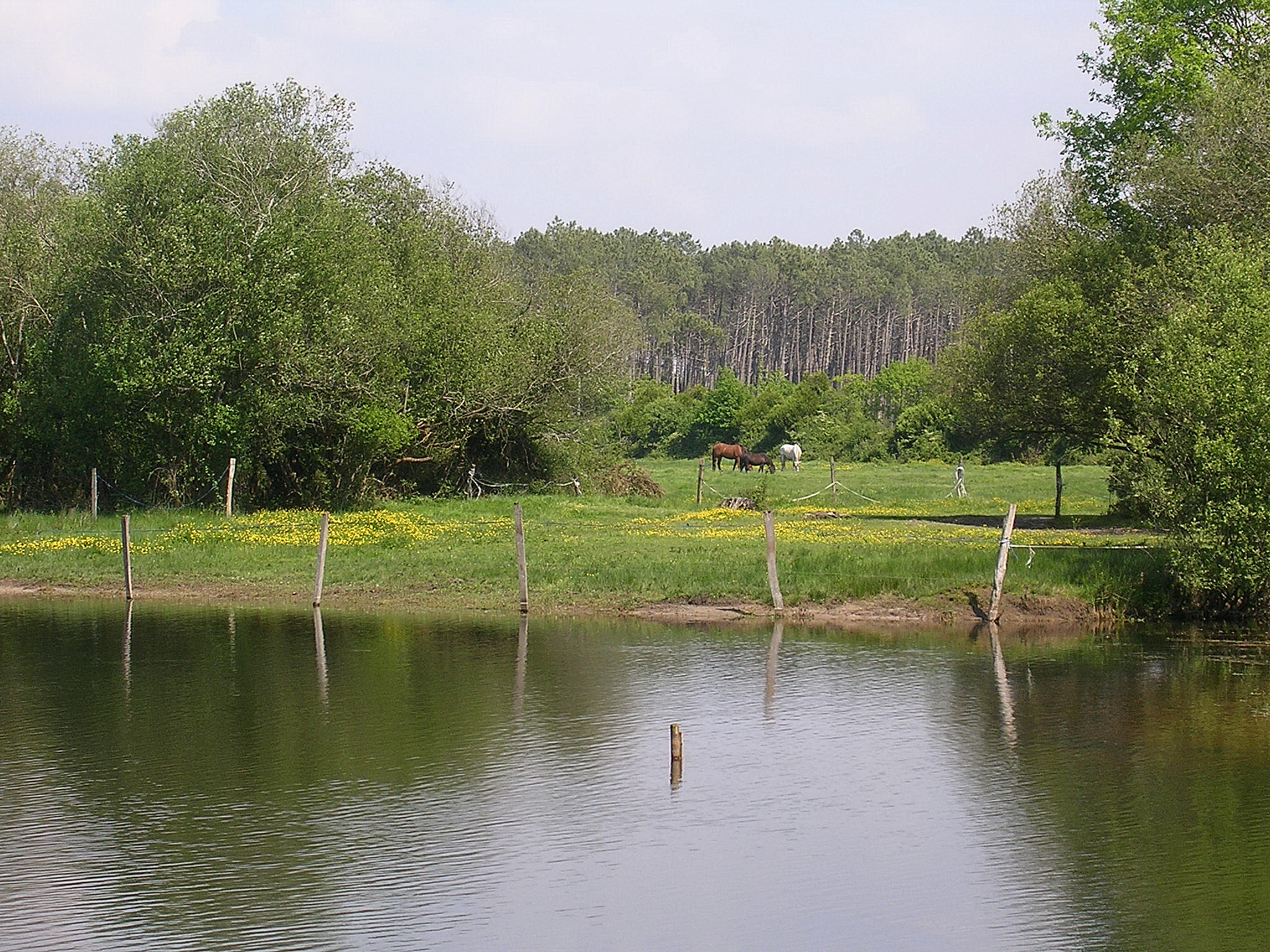
Étang de Bourg-le-Vieux

## Geographie
Bias liegt in den Landes de Gascogne, dem größten Waldgebiet Frankreichs, ca. 65 Kilometer nordwestlich von Mont-de-Marsan und unweit der Küste im Landstrich Pays de Born der historischen Provinz Gascogne.
Umgeben wird Bias von den Nachbargemeinden:
|  | Mimizan                                     |       |
|  | Kompassrose, die auf Nachbargemeinden zeigt |       |
|  | Saint-Julien-en-Born                        | Mézos |

Die Größe des Gemeindewalds beträgt 587,47 Hektar, davon sind 90,5 % mit See-Kiefern bepflanzt.
Bias liegt im Einzugsgebiet des Küstenflusses Courant de Mimizan. Der Ruisseau de Tirelagüe, ein Nebenfluss des Courant de Mimizan, entspringt im Gebiet der Gemeinde ebenso wie sein Zufluss, der Ruisseau du Bourg.

## Geschichte
Die Gründung der Pfarrgemeinde lässt sich auf die Jahre zwischen 600 n. Chr. bis 1.000 n. Chr. bestimmen, obwohl die Region weit früher besiedelt war, wie zahlreiche archäologische Spuren rund um Mimizan belegen. Die erste Erwähnung in den Aufzeichnungen stammt vermutlich vom 27. März 1274 anlässlich einer Zuerkennung seitens des englischen Königs zugunsten des Priors von Mimizan, der diesem den Erhalt des Zehntels der Einkünfte des monte Sancti Michaeli de Biars zusicherte.
Eine Bruderschaft ließ sich im Mittelalter in Bias nieder, um Armen und Kranken zu helfen. Dies wurde auch von den Nachbargemeinden begrüßt, die ihr zahlreiche Spenden zukommen ließen.
Im Laufe der Jahrhunderte wurde die Gemeinde laufend von Dünen und Wasser bedroht. Dünen überwanderten die Gebäude, Wege, den Wald und Felder oder stauten Fließgewässer zu Seen. Diese Situation verschärfte sich im 18. Jahrhundert. Die Bewohner versuchten nach Kräften, den Vormarsch des Sandes zu verlangsamen, aber Pachthöfe verschwanden und die erste Kirche musste schließlich gegen 1742 aufgegeben werden. Die neue Kirche wurde 1770 an anderer Stelle fertiggestellt. Diese hatte zunächst weder einen Glockenturm, noch ein Taufbecken, keinen Friedhof und zunächst keinen Pfarrer. Hinzu kam, dass die Viehherde von Bias, deren Einnahmen für den Erhalt der Kirche bestimmt war, durch eine Seuche im Jahre 1775 ausgestorben war. Der französische König spendete 500 Livre, und der Glockenturm konnte 1782 errichtet werden. Zu Beginn des 19. Jahrhunderts wuchs die Bedrohung gegenüber der zweiten Kirche durch die Dünen, die die Fließgewässer blockierten. Allerdings konnten die Bewohner diesmal durch Anpflanzung von Kiefern die weitere Wanderung der Dünen verhindern, und der Bürgermeister ordnete die Öffnung eines Auslaufkanals an.
1833 schlug die Regierung die Eingliederung von Bias in die Nachbargemeinde Mézos vor, was die Gemeinde Bias zurückwies. Als Preis für die Unabhängigkeit wurde der Gemeinde ein Stück Land aufgedrängt, um es urbar zu machen und Kiefern anzupflanzen. Diese Verpflichtung stellte sich als vorteilhaft heraus, denn es führte zu einer starken wirtschaftlichen Entwicklung aufgrund der Bewirtschaftung der See-Kiefern.
Eine Eisenbahnlinie verband Bias ab 1910 mit Labouheyre. Der Verkehr war sehr schwach, denn es wurden nur kleine Siedlungen durchquert. Ende 1949 wurde der Personenverkehr auf der 27,8 km langen Strecke eingestellt, im Juli 1969 der Güterverkehr. Die Schienen wurden entfernt und die Trasse wurde zum Forstweg umgewandelt.
Die 1960er Jahre markieren den Beginn des Tourismus. 1965 wurde das erste Feriendorf für 200 Personen eröffnet. Im Juli 1969 wurde der bewachte Strand eröffnet, nachdem eine Straße von Bias zum Strand gebaut worden war.

### Einwohnerentwicklung
Nach Beginn der Aufzeichnungen stieg die Einwohnerzahl bis zur Mitte des 19. Jahrhunderts auf Niveau von rund 220 Einwohnern an. Dieses konnte bis zu den 1940er Jahren gehalten werden, als eine dynamische Wachstumsphase ihren Anfang nahm, die in jüngster Zeit allerdings eine rückläufige Entwicklung zu nehmen scheint.
| Jahr      | 1962 | 1968 | 1975 | 1982 | 1990 | 1999 | 2006 | 2010 | 2022 |
| --------- | ---- | ---- | ---- | ---- | ---- | ---- | ---- | ---- | ---- |
| Einwohner | 248  | 269  | 320  | 395  | 505  | 514  | 673  | 765  | 787  |

## Sehenswürdigkeiten

### Pfarrkirche

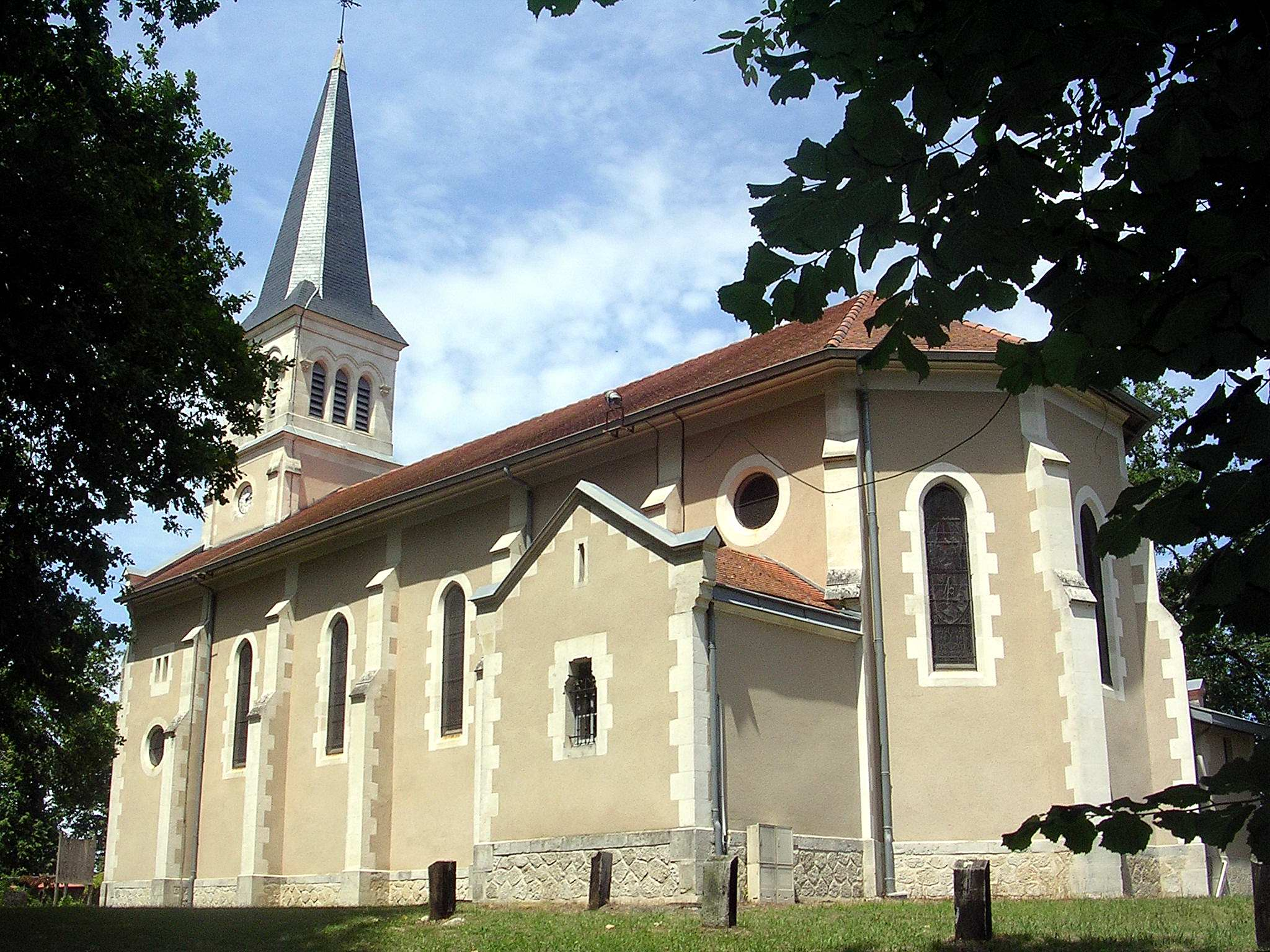
Pfarrkirche Saint-Michel

Sie ist die dritte, dem Erzengel Michael geweihte Kirche als Ersatz für die Vorgängerkirche von 1770 und der ersten Kirche, die an anderer Stelle von Dünen überwandert wurde. Sie wurde 1904 vom Bauunternehmer Pierre Plantey aus Arcachon und nach Plänen von Henri Depruneaux, Architekt des Bistums, errichtet. Die figürlichen Verzierungen sind Werke des Bildhauers Jean Eloi Ducom aus Mont-de-Marsan. 1999 wurde die Kirche restauriert. Ihr einschiffiges Langhaus mit einer Länge von vier Jochen wird von einer dreiwandigen Apsis verlängert, die mit Strebepfeilern gestützt wird. Der Glockenturm ragt im westlichen Teil hinter der Vorhalle aus dem Gebäude empor. Er trägt einen polygonalen Helm, der mit Schiefer gedeckt ist, während das sonstige Gebäude mit Falzziegeln gedeckt ist. Im östlichen Teil sind zwei kleine Gebäude symmetrisch angebaut. Das Innere der Kirche ist mit einem falschen Kreuzrippengewölbe gedeckt. Vierzehn Glasfenster sind Werke des Glasmalers Gustave Pierre Dagrant aus Bordeaux aus den Jahren 1904 und 1905.
Neben Fenstern mit ornamentalen Motiven zeigen sie 
- den Erzengel Michael, den Drachen besiegend und mit den Füßen tretend,
- die gefallenen Engel aus der Offenbarung des Johannes,
- den Erzengel Michael beim Wiegen der guten und schlechten Taten der Seelen,
- den Apostel Petrus mit Schlüssel und Kette,
- den heiligen Paulus mit Buch und Schwert,
- den Evangelisten Johannes mit einem Drachen und einem Buch,
- den Apostel Bartholomäus mit einem Messer und einem Buch,
- den Apostel Simon Zelotes mit einer Säge,
- den heiligen Vinzenz von Paul mit einem Kind und einem Jungen,
- die heilige Rosa von Lima mit einem Kruzifix,
- die heilige Quiteria mit einer Märtyrerpalme und einem Schwert und
- das Motiv des Herzen Jesu.[13]

Ein Vortragekreuz und ein Kollektenteller stammen aus dem 16. Jahrhundert und sind seit dem 5. November 1912 als Monuments historiques klassifiziert. Das Vortragekreuz wird in der Kapelle des Bischofs von Dax aufbewahrt, bis es zukünftig in einem Museum für religiöse Kunstobjekte in Aire-sur-l’Adour ausgestellt wird.

### Rathaus
Es birgt acht Ölgemälde von André Vidal (1880–1940), die zwischen 1924 und 1934 entstanden sind, mit Landschaftsmotiven und Szenen mit Landarbeitern oder Fischer. Sie sind ebenso wie eine Skulptur zum Gedenken an die Gefallenen seit dem 9. Oktober 2007 als Monuments historiques eingeschrieben sind.

### QuelleSaint-Michel

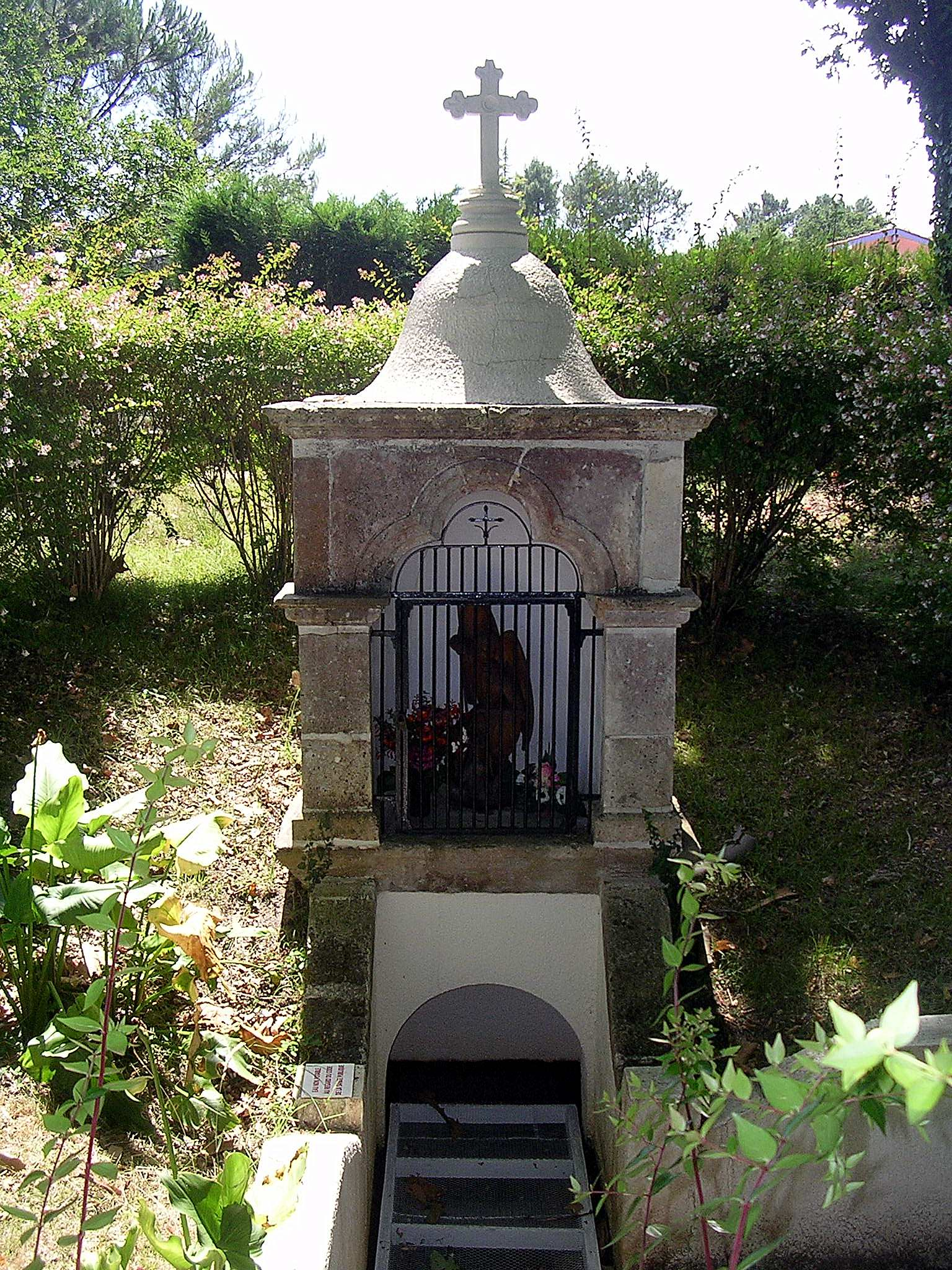
Quelle Saint-Michel

Der Stein stammt aus der Kapelle Saint-Barthélemy der Komturei des Malteserordens in Saint-Julien-en-Born und war im 19. Jahrhundert verschwunden. Die Kapelle befand sich in früherer Zeit auf dem Gemeindegebiet von Bias, bevor sie nunmehr zu Saint-Julien-en-Born gehört. Der Stein ist die Platte eines romanischen Altars mit einer Länge von 1,48 m, einer Breite von 96 cm und einer Dicke von 22 cm. Mehrere Legenden ranken sich über Aufenthaltsorte und seltsamen Vorgänge. Alphonse Sargos, Bürgermeister von Bias, holte den Stein zurück, und eine Restaurierung im Jahr 1979 gab ihm sein heutiges Aussehen. Die Statue des Apostels Bartholomäus verschwand am 11. November 1989 und wurde durch eine Holzskulptur ersetzt.

## Wirtschaft und Infrastruktur
Aufgrund des Tourismus sind Handel und Dienstleistungen die wichtigsten Wirtschaftsfaktoren der Gemeinde.

### Bildung
Die Gemeinde verfügt über eine öffentliche Grundschule mit 49 Schülerinnen und Schülern im Schuljahr 2017/2018.

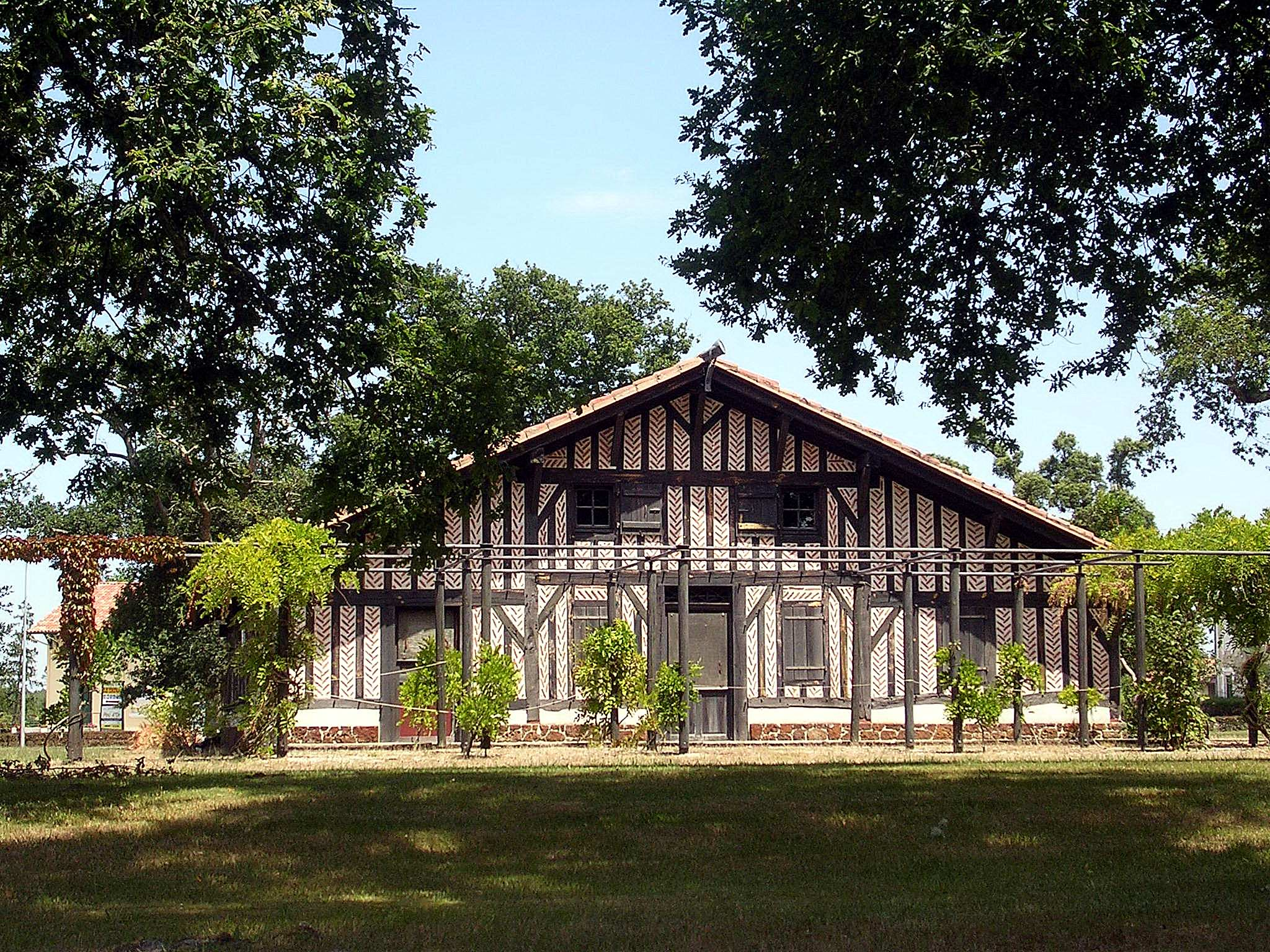
La Maison de l’Airial

### Sport und Freizeit
- La Maison de l’Airial. Das Haus, das im traditionellen Baustil der Region errichtet wurde, ist ganz dem Thema Holz gewidmet. Der Besucher erfährt das Material Holz mit allen Sinnen u. a. mittels einer Tonbildschau, mehr als 100 Essenzen und einem riesigen Xylophon.

- Bias liegt am Voie de Soulac, auch Voie du littoral genannt, einem Nebenweg für Pilger nach Santiago de Compostela. Er führt von Soulac-sur-Mer zur spanischen Grenze, wo er sich mit den Hauptwegen vereint.[19]

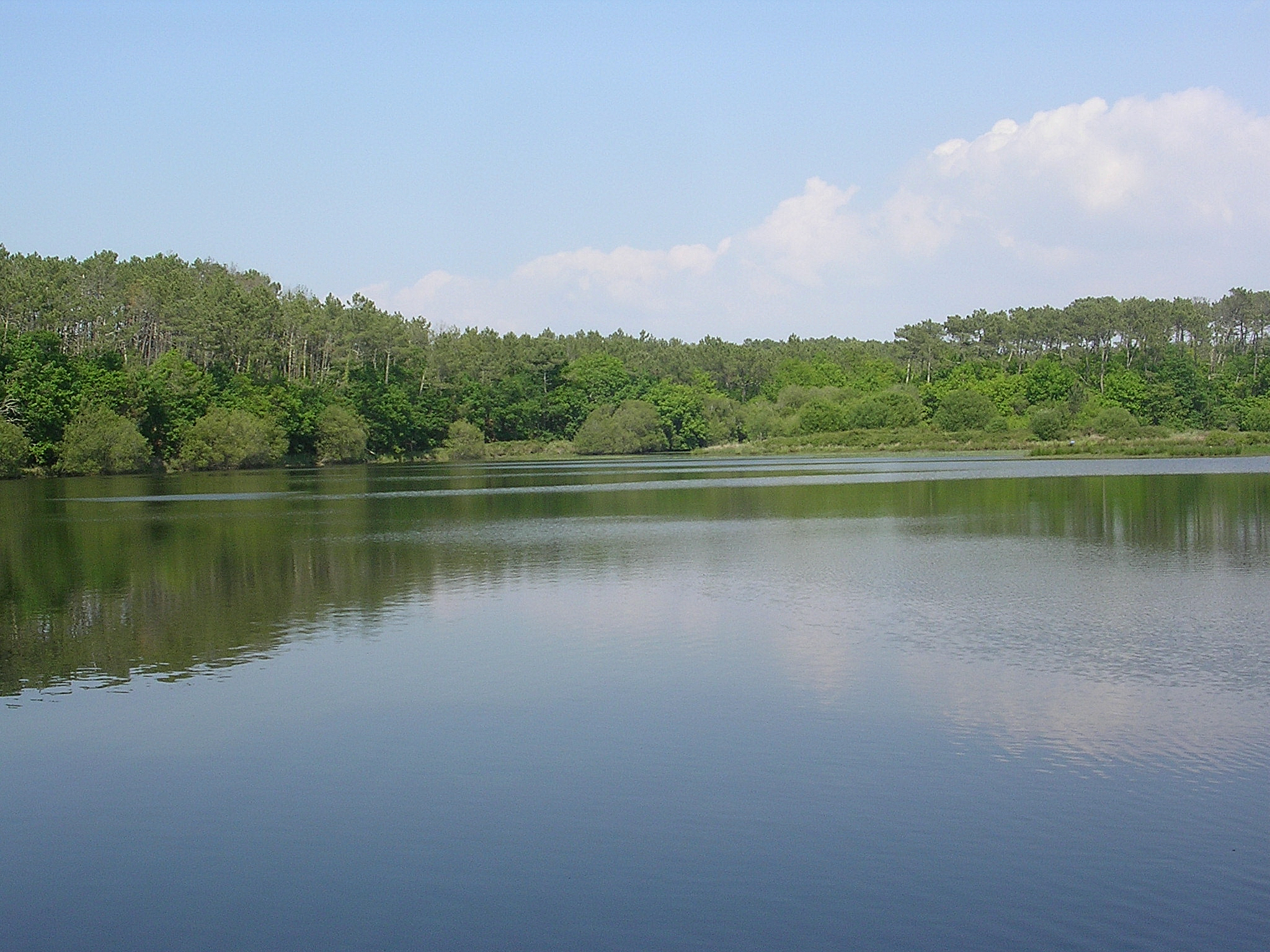
Étang de Bourg-le-Vieux

- Ein 3,6 km bis 5 km langer Naturlehrpfad führt rund um den Étang de Bourg-le-Vieux. um Flora und Fauna zu entdecken.

- Auf dem Gebiet der Gemeinde befindet sich ein Abenteuerpark, u. a. mit Klettergarten, Rundkurs für elektrische Quads, Kajak und Kanu fahren, Bogenschießen.

### Verkehr
Bias ist erreichbar über die Routes départementales 38 und 652, der ehemaligen Route nationale 626.

## Persönlichkeiten
Claude Contis, geboren am 15. Januar 1939 in Bias, war ein französischer Spieler der Rugby Union.